# Pura Lingsar

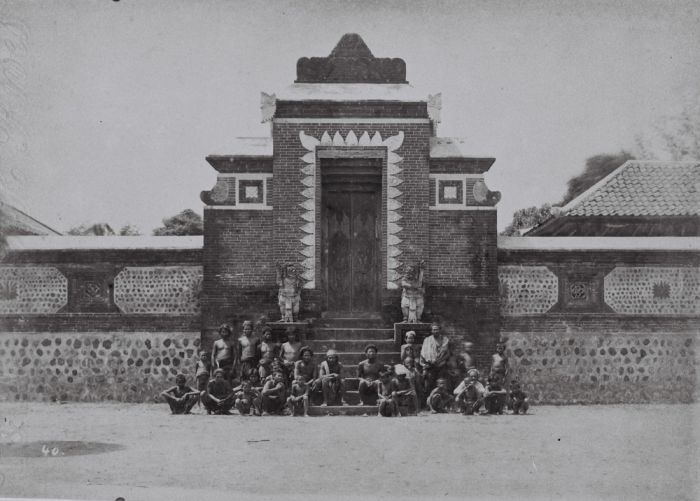
Groepsportret bij de poort van de pura in Lingsar (1894).

Pura Lingsar is een tempel op het Indonesische eiland Lombok. Het is een van de belangrijkste religieuze gebouwen van het eiland en het is tevens één bekendste toeristische attracties van het eiland.
De tempel werd in 1714 gebouwd door de Balinese hindoes, toen ze voor het eerst Lombok bezochten. Echter, Pura Lingsar is niet louter een hindoe-tempel. Het is een vermenging van het hindoe geloof met Wektu Telu, een religie beoefend door de inheemse bevolking van Lombok, De Sasak. Wektu Telu's aanhangers beschouwen zichzelf als moslims, maar volgen niet alle religieuze geboden van de meer orthodoxe moslims. Ze hebben gekozen voor een mengvorm met andere overtuigingen, zoals van het hindoeïsme en de inheemse animistische tradities. Deze tweeledige erfenis maakt Pura Lingsar een belangrijk symbool van eenheid voor alle religies op Lombok.